# Джин-Отрі (Оклахома)
Джин-Отрі (англ. Gene Autry) — місто (англ. town) в США, в окрузі Картер штату Оклахома. Населення — 154 особи (2020).

## Географія
Джин-Отрі розташований за координатами 34°18′58″ пн. ш. 97°2′30″ зх. д. / 34.31611° пн. ш. 97.04167° зх. д. (34.316215, -97.041685).  За даними Бюро перепису населення США в 2010 році місто мало площу 10,69 км², з яких 10,50 км² — суходіл та 0,18 км² — водойми.

### Клімат
| Клімат : Джин-Отрі    | Клімат : Джин-Отрі | Клімат : Джин-Отрі | Клімат : Джин-Отрі | Клімат : Джин-Отрі | Клімат : Джин-Отрі | Клімат : Джин-Отрі | Клімат : Джин-Отрі | Клімат : Джин-Отрі | Клімат : Джин-Отрі | Клімат : Джин-Отрі | Клімат : Джин-Отрі | Клімат : Джин-Отрі | Клімат : Джин-Отрі |
| Показник              | Січ.               | Лют.               | Бер.               | Квіт.              | Трав.              | Черв.              | Лип.               | Серп.              | Вер.               | Жовт.              | Лист.              | Груд.              | Рік                |
| Середній максимум, °C | 11,7               | 14,7               | 19,8               | 24,7               | 28,3               | 32,2               | 35,1               | 35,0               | 30,7               | 25,5               | 18,7               | 13,2               | 24,2               |
| Середній мінімум, °C  | −0,9               | 1,3                | 6,2                | 11,7               | 16,1               | 20,4               | 22,7               | 22,1               | 18,3               | 12,4               | 6,3                | 0,9                | 11,4               |
| Норма опадів, мм      | 38                 | 51                 | 79                 | 89                 | 127                | 99                 | 53                 | 64                 | 107                | 97                 | 61                 | 48                 | 912                |
| --------------------- | ------------------ | ------------------ | ------------------ | ------------------ | ------------------ | ------------------ | ------------------ | ------------------ | ------------------ | ------------------ | ------------------ | ------------------ | ------------------ |
| Джерело: weather.com  |                    |                    |                    |                    |                    |                    |                    |                    |                    |                    |                    |                    |                    |

## Демографія
Згідно з переписом 2010 року, у місті мешкало 158 осіб у 66 домогосподарствах у складі 45 родин. Густота населення становила 15 осіб/км².  Було 85 помешкань (8/км²).
Расовий склад населення:
| - 77,2 % — білих - 8,9 % — чорних або афроамериканців - 8,2 % — корінних американців - 0,6 % — азіатів - 1,3 % — осіб інших рас |

До двох чи більше рас належало 3,8 %. Частка іспаномовних становила 3,8 % від усіх жителів.
За віковим діапазоном населення розподілялося таким чином: 19,6 % — особи молодші 18 років, 61,4 % — особи у віці 18—64 років, 19,0 % — особи у віці 65 років та старші. Медіана віку мешканця становила 45,5 року. На 100 осіб жіночої статі у місті припадало 113,5 чоловіків;  на 100 жінок у віці від 18 років та старших — 108,2 чоловіків також старших 18 років.
Середній дохід на одне домашнє господарство  становив 44 029 доларів США (медіана — 33 750), а середній дохід на одну сім'ю — 53 889 доларів (медіана — 39 464). За межею бідності перебувало 13,3 % осіб, у тому числі 0,0 % дітей у віці до 18 років та 26,9 % осіб у віці 65 років та старших.
Цивільне працевлаштоване населення становило 53 особи. Основні галузі зайнятості: роздрібна торгівля — 28,3 %, освіта, охорона здоров'я та соціальна допомога — 18,9 %, виробництво — 15,1 %.